# Deok-hye ongju
Pour plus de détails, voir Fiche technique et Distribution.
Deok-hye ongju (덕혜옹주, littéralement « princesse Deok-hye ») est un film sud-coréen réalisé par Hur Jin-ho, sorti en 2016.

## Synopsis
En 1925, le Japon occupe la Corée. La princesse Deok-hye, dernière représentante de la dynastie Joseon, âgée de 13 ans, est envoyée de force au Japon pour étudier.

## Fiche technique
- Titre : Deok-hye ongju
- Titre original : 덕혜옹주
- Titre anglais : The Last Princess
- Réalisation : Hur Jin-ho
- Scénario : Hur Jin-ho, Lee Han-eol et Seo You-min d'après le roman de Kwon Bi-young
- Musique : Yong-rock Choi et Sung-woo Jo
- Photographie : Tae-yun Lee
- Montage : Na-young Nam
- Production : Seung-ho An
- Société de production :
- Pays :  Corée du Sud
- Genre : Action, biopic, drame et historique
- Durée : 127 minutes
- Dates de sortie : 
  -  Corée du Sud : 3 août 2016

## Distribution
- Son Ye-jin : la princesse Deok-hye
- Park Hae-il : Jang-han
- Ra Mi-ran : Bok-sun
- Jung Sang-hoon : Bok-dong
- Natallia Bulynia : la nonne
- Wade Hawkins : le prêtre
- Lee Hwang-Eui : Lee Wan-yong
- Kim Jae-Wook : Takeyuki
- Lee Se-na : Seo Kyung-shin
- Ahn Nae-sang : Kim Hwang-jin
- Park Joo-mi : Yang Gwi-in
- Park Su-Young : King Young-chin
- Shin Rin-ah : la princesse Deok-hye enfant
- Kim So-hyun : la princesse Deok-hye adolescente
- Je-mun Yun : Han Taek-soo

## Box-office
Le film a rapporté plus de 40 millions de dollars au box-office.